# Хохлатые кукушки
Хохлатые кукушки (лат. Clamator) — род крупных кукушек, паразитирующих преимущественно в гнёздах птиц среднего размера. Известно четыре вида. У всех видов на головах хохлы, а хвосты отличаются значительной ступенчатостью. 

## Биология
Хохлатые кукушки обитают в более тёплых районах на юге Европы и Азии, и в Африке к югу от пустыни Сахара. Эти птицы населяют открытые биотопы с зарослями кустарников. Некоторые виды частично перелетные, зимой мигрируют в более тёплые и влажные регионы. 
Это крупные кукушки, длина тела у них по меньшей мере 33 см, с широкими крыльями и с каштановыми длинными и узкими хвостами. Их окраска состоит из  чёрного, белого и коричневого цветов. Самцы и самки окрашены сходно, но молодые хорошо отличаются по окраске. У двух африканских видов имеются также по две различных цветовых морфы, светлая и тёмная.
Все хохлатые кукушки являются гнездовыми паразитами, которые откладывают по одному яйцу в гнёзда птиц среднего размера, таких как сороки, скворцы, сорокопуты, кустарницы, Trochalopteron, бюльбюли и тимелии, в зависимости от региона. В отличие от обыкновенной кукушки, ни самка, ни птенцы хохлатых кукушек не выкидывают яиц и птенцов хозяина, однако смертность у птенцов приёмных родителей выше, чем в гнёздах без птенца хохлатой кукушки, так как птенцы не могут успешно конкурировать с кукушонком за пищу.
Хохлатые кукушки — шумные птицы, с постоянными и громкими звуковыми взаимодействиями. Они питаются крупными насекомыми, в том числе волосатыми гусеницами, которые несъедобны для многих птиц.

## Состав рода
В состав рода включают четыре вида:
- Clamator glandarius — Хохлатая кукушка
- Clamator jacobinus — Сорочья хохлатая кукушка
- Clamator levaillantii — Африканская хохлатая кукушка
- Clamator coromandus — Каштановокрылая хохлатая кукушка